# Conus kersteni
Conus kersteni é uma espécie de gastrópode do gênero Conus, pertencente à família Conidae.